# Manny's Deli
Manny's Cafeteria and Delicatessen, comúnmente conocida como Manny's Deli y a veces conocida como Manny's Coffee Shop & Deli, es una tienda de delicatessen en Chicago, Illinois, Estados Unidos, ubicada en el área comunitaria de Near West Side. Se ha descrito como «la tienda de delicatessen más grande, conocida y antigua de la ciudad». El deli ha sido durante mucho tiempo un lugar de reunión para los políticos de Chicago, y se convirtió en tema de interés nacional debido a su popularidad con el presidente Barack Obama. Un escritor llamó a Manny's «el segundo lugar más probable para ver a los políticos locales, después del Ayuntamiento», y el exgobernador George Ryan se refirió a él en sus memorias como «uno de mis lugares favoritos para almorzar en Chicago» y recordó una vez que recibió una llamada telefónica de Nelson Mandela mientras comía un sándwich de corned beef allí.

## Historia

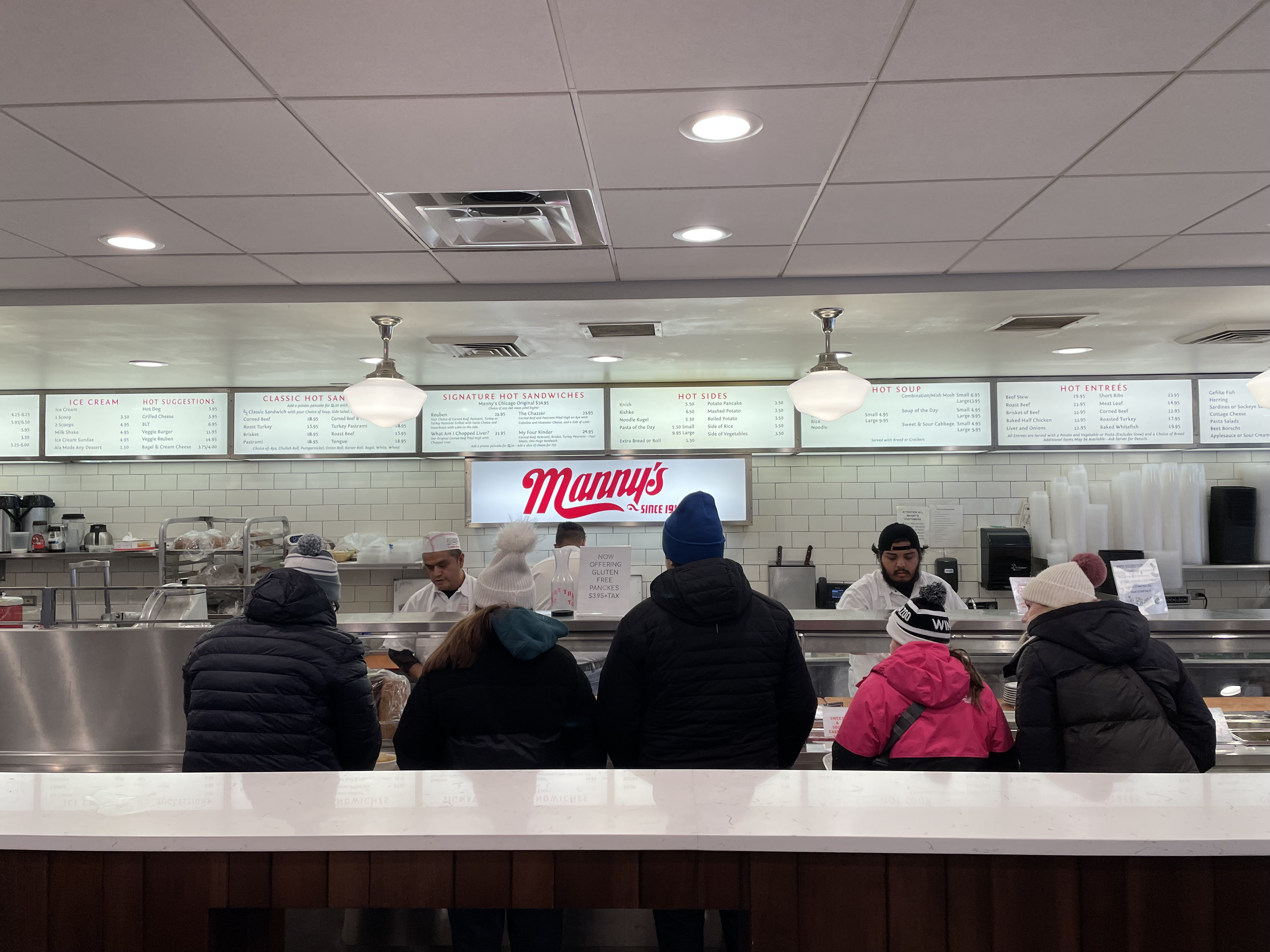
Pedidos en el mostrador.

Manny's remonta su historia a 1942, cuando los hermanos Raskin, Jack y Charlie, iniciaron negocios juntos en Chicago, abriendo la tienda de delicatessen Purity ubicada en las calles Van Buren y Halsted. Después de la Segunda Guerra Mundial, Jack Raskin abrió su propio restaurante en Roosevelt Road, cerca de Maxwell Street, donde compró un negocio conocido como Sunny's. Para ahorrar dinero, Raskin eligió nombrar su nuevo restaurante «Manny's» en honor a su hijo Emanuel, conocido como Manny, por lo que solo requirió reemplazar dos letras en el letrero «Sunny's».
El restaurante tuvo varias ubicaciones en los años siguientes, y Manny Raskin eventualmente reemplazó a su padre Jack. Manny Raskin trasladó la cafetería a su ubicación actual en 1141 South Jefferson Street en 1964. El hijo de Manny Raskin, Kenneth, comenzó a administrar el restaurante durante la vida de su padre y continuó haciéndolo después de la muerte de su padre en 1983. Ahora está dirigido por Ken Raskin, y el hijo de Ken, Dan. Se ha mudado varias veces a lo largo de los años y se renovó en 2016. El restaurante celebró su 80 aniversario en 2022 con la presencia del gobernador J. B. Pritzker.
En 2002, se abrió una ubicación de Manny's en el Aeropuerto Internacional Midway, pero cerró en 2017 cuando se reemplazaron muchos de los restaurantes del aeropuerto.
Durante la pandemia de COVID-19, Manny's regaló 1000 sándwiches a clientes con cubrebocas.
En 2022, Manny's comenzó a hacer que algunos de sus alimentos estuvieran disponibles para envíos a todo el país.

## Cocina
Manny's se describe a sí mismo como una «cafetería de estilo judío», aunque no es kosher. Entre los alimentos por los que es conocido se encuentran los sándwiches de corned beef, sándwiches de pastrami, tortitas de patata, y sopa de bolas de matzah.